# Neoliodes swezeyi
Neoliodes swezeyi är en kvalsterart som först beskrevs av Arthur P. Jacot 1929.  Neoliodes swezeyi ingår i släktet Neoliodes och familjen Neoliodidae. Inga underarter finns listade i Catalogue of Life.